# Simsia villasenorii
Simsia villasenorii là một loài thực vật có hoa trong họ Cúc. Loài này được D.M.Spooner miêu tả khoa học đầu tiên năm 1990.